# Childhood Memories (Stephen Schlaks)
Childhood Memories è il dodicesimo album registrato in studio da Stephen Schlaks.
Orchestra diretta e arrangiamenti realizzati da Vince Tempera.

## Tracce
1. Looking For A Friend
2. Father To Father (Across The Miles)
3. Her Name Was Fred
4. Something In My Pocket
5. Horses Running
6. Making The Face
7. A Smiling House
8. Silver Prison
9. First Born
10. I'll Chase Away The Stars
11. To Be A Child Again
12. Fa Sol Song
13. Wish For Tomorrow